# Élection à la direction du Parti travailliste britannique de 1976
L'élection à la direction du Parti travailliste de 1976 a eu lieu en 1976 pour élire le chef du Parti travailliste à la suite de la démission surprise du premier ministre et chef du parti Harold Wilson. La consultation dure plusieurs semaines avec trois tours et des scores serrés, en pleine crise de la livre sterling de 1976, y contribuant car le parti semble pas complètement ni solidement uni sur les mesures d'austérité réclamées pour remédier à une inflation qui a culminé au cours de l'hiver à 24,2%.
James Callaghan est élu chef du parti. Il devient également premier ministre dans la mesure où les travaillistes sont au pouvoir.

## Candidats
| Nom | Nom              | Mandat(s)                                                                                   |
| --- | ---------------- | ------------------------------------------------------------------------------------------- |
|     | Michael Foot     | Secrétaire d'État à l'Emploi Député pour Ebbw Vale                                          |
|     | James Callaghan  | Secrétaire d'État des Affaires étrangères et du Commonwealth Député pour Cardiff South East |
|     | Roy Jenkins      | Secrétaire d'État à l'Intérieur Député pour Birmingham Stechford                            |
|     | Tony Benn        | Secrétaire d'État à l'Énergie Député pour Bristol South East                                |
|     | Denis Healey     | Chancelier de l'Échiquier Député pour Leeds East                                            |
|     | Anthony Crosland | Secrétaire d'État pour l'Environnement Député pour Great Grimsby                            |

## Résultats
| Candidats           | Candidats           | Vote des députés | Vote des députés | Vote des députés | Vote des députés | Vote des députés | Vote des députés |
| Candidats           | Candidats           | 1er tour 25 mars | 1er tour 25 mars | 2e tour 30 mars  | 2e tour 30 mars  | 3e tour 5 avril  | 3e tour 5 avril  |
| Candidats           | Candidats           | Votes            | %                | Votes            | %                | Votes            | %                |
| ------------------- | ------------------- | ---------------- | ---------------- | ---------------- | ---------------- | ---------------- | ---------------- |
|                     | Michael Foot        | 90               | 28,7             | 133              | 42,6             | 137              | 43,8             |
| James Callaghan     | 84                  | 26,8             | 141              | 45,2             | 176              | 56,2             |                  |
| Roy Jenkins         | 56                  | 17,8             | Retrait          | Retrait          | Retrait          | Retrait          |                  |
| Tony Benn           | 37                  | 11,8             | Retrait          | Retrait          | Retrait          | Retrait          |                  |
| Denis Healey        | 30                  | 9,6              | 38               | 12,2             | Éliminé          | Éliminé          |                  |
| Anthony Crosland    | 17                  | 5,3              | Éliminé          | Éliminé          | Éliminé          | Éliminé          |                  |
| Total/participation | Total/participation | 314              | 100              | 312              | 99,4             | 313              | 99,7             |